# Molières-Cavaillac
Molières-Cavaillac es una comuna francesa situada en el departamento de Gard, en la región de Occitania.

## Demografía
| 364 | 358 | 504 | 617 | 705 | 800 | 912 |
| Para los censos de 1962 a 1999 la población legal corresponde a la población sin duplicidades (Fuente: INSEE [Consultar]) |     |     |     |     |     |     |